# Nick Paulos
Nicholas Peter Paulos, detto Nick (Salt Lake City, 26 febbraio 1992), è un cestista statunitense con cittadinanza greca.